# Rajko Kuzmanović
Rajko Kuzmanović (Čelinac, 1. prosinca 1931.), srpski bosanskohercegovački političar i akademik, bivši predsjednik Republike Srpske.
Kao priznat znanstveni radnik, izabran je za dopisnog člana najviše znanstvene ustanove u Republici Srpskoj – Akademije nauka i umjetnosti Republike Srpske – 27. lipnja 1997. godine, a za redovnog 21. lipnja 2004. godine. Bio je tajnik Odjeljenja društvenih znanosti i potpredsjednik Akademije nauka i umjetnosti Republike Srpske, a za njenog predsjednika izabran je 2004. godine. Preporuke za njegov izbor dali su, između ostalih, velikani srpske pravne i političke misli – akademici prof. dr Radomir Lukić, prof. dr Ljubomir Tadić i prof. dr Milorad Ekmečić. Član je još triju akademija znanosti i umjetnosti: Međunarodne kneževske akademije humanitarnih i prirodnih nauka (MAGEN) Ruske Federacije u Moskvi od 2001. (redovni član), Balkanske akademije znanosti i kulture (BASE) u Sofiji od 2005. (dopisni član) i Svjetske akademije znanosti i umjetnosti (WAAS), u San Franciscu, od 2006. (redovni član).

## Vanjske poveznice
- Službena biografija  Arhivirana inačica izvorne stranice od 13. lipnja 2007. (Wayback Machine)
- Biografija na stranici SNSD-a  Arhivirana inačica izvorne stranice od 4. travnja 2008. (Wayback Machine)

| Prethodnik:                  | Predsjednik Republike Srpske 2007. – 2010. | Nasljednik:                 |
| Igor Radojičić 2007. – 2007. | Predsjednik Republike Srpske 2007. – 2010. | Milorad Dodik 2010. – 2018. |